# گرومه
گرومه (به انگلیسی: Gromee) (زاده ۱۴ دسامبر ۱۹۷۸) دی‌جی، تهیه‌کننده موسیقی لهستانی است.
او در یوروویژن ۲۰۱۸ به همراه لوکاس مایر نماینده لهستان بود.